# Джонатан Борнстейн
Джонатан Борнстейн (англ. Jonathan Bornstein, нар. 7 листопада 1984, Торренс, США) — американський футболіст, захисник клубу «Керетаро». Виступав за національну збірну США.
Володар Кубка Мексики. У складі збірної — володар Золотого кубка КОНКАКАФ.

## Клубна кар'єра
У дорослому футболі дебютував 2006 року виступами за команду клубу «Чівас США», в якій провів чотири сезони, взявши участь у 102 матчах чемпіонату. Більшість часу, проведеного у складі «Чиваса Ю.Ес. Ей.», був основним гравцем захисту команди.
Своєю грою за цю команду привернув увагу представників тренерського штабу клубу «УАНЛ Тигрес», до складу якого приєднався 2010 року. Відіграв за монтеррейську команду наступні чотири сезони своєї ігрової кар'єри.
Протягом 2014—2014 років захищав кольори команди клубу «Атланте».
До складу клубу «Керетаро» приєднався 2014 року. Відтоді встиг відіграти за команду із Сантьяго-де-Керетаро 53 матчі в національному чемпіонаті.

## Виступи за збірну
2007 року дебютував в офіційних матчах у складі національної збірної США. Наразі провів у формі головної команди країни 38 матчів, забивши 2 голи.
У складі збірної був учасником розіграшу Золотого кубка КОНКАКАФ 2007 року у США, здобувши того року титул континентального чемпіона, розіграшу Кубка Америки 2007 року у Венесуелі, розіграшу Кубка конфедерацій 2009 року у ПАР, де разом з командою здобув «срібло», чемпіонату світу 2010 року у ПАР, розіграшу Золотого кубка КОНКАКАФ 2011 року у США, де разом з командою здобув «срібло».

## Досягнення
- Володар Кубка Мексики:

«Керетаро»: 2016
- Володар Золотого кубка КОНКАКАФ: 2007
- Срібний призер Золотого кубка КОНКАКАФ: 2011